# 블라니성

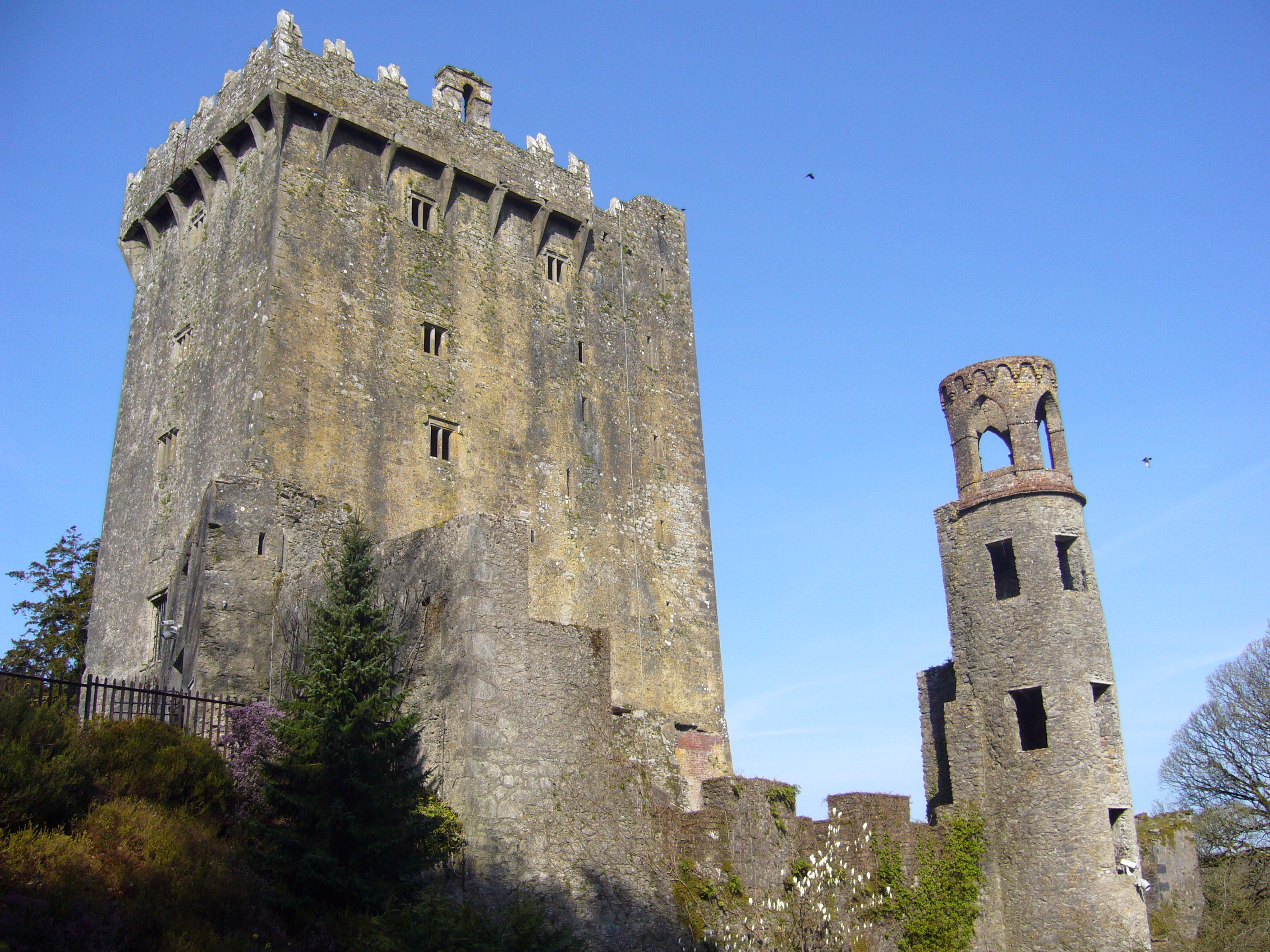
블라니성

블라니성(영어: Blarney Castle, 아일랜드어: Caisleán na Blarnan)은 아일랜드 코크주 블라니의 성이다. 성 안의 블라니 돌로 유명하다.